# Лусил Вотсон
Лусил Вотсон (фр. Lucile Watson) је била канадска глумица, рођена 27. маја 1879. године у Квебеку (Канада), а преминула 24. јуна 1962. године у Њујорку (САД).

## Филмографија
| Улоге Лусил Вотсон |                 |               |       |          |
| Година             | Српски назив    | Изворни назив | Улога | Напомена |
| 1940.              | Мост Ватерло    |               |       |          |
| 1943.              | Стража на Рајни |               |       |          |